# 看看川
看看川（かんかんがわ）は、北海道沙流郡平取町二風谷を流れる沙流川支流の普通河川である。「カンカン川」とも表記される。

## 概要
1858年（安政8年）、松浦武四郎が、二風谷を訪れたさい、「カンカンコタン」の存在と住人を、「左留日誌」に記録している。遊歩道が設置されている。流域には、カンカン2遺跡がある。

### 川名の由来
アイヌ語の「カンカン（kankan）」（腸）に由来し、曲がりくねっていることを表す。

## 支流
- マカウシノ沢川

## 主な橋梁
- 看々橋 - 国道237号